# Ayano Shiomi
Ayano Shiomi (jap. 塩見 綾乃, Shiomi Ayano; * 26. November 1999 in Kyōto) ist eine japanische Mittelstreckenläuferin, die sich auf die 800-Meter-Distanz spezialisiert hat.

## Sportliche Laufbahn
Erste internationale Erfahrungen sammelte Ayano Shiomi bei den Juniorenasienmeisterschaften 2018 in Gifu, bei denen sie in 2:04,50 min die Silbermedaille im 800-Meter-Lauf hinter ihrer Landsfrau Kawata Ayaka. Zudem siegte sie auch mit der japanischen 4-mal-400-Meter-Staffel in neuem Meisterschaftsrekord von 3:38,20 min. Sie qualifizierte sich damit für die U20-Weltmeisterschaften im finnischen Tampere, bei denen sie über 800 Meter bis in das Halbfinale gelangte und mit der Staffel in der ersten Runde ausschied. Ende August nahm sie erstmals an den Asienspielen in Jakarta teil und wurde dort in 2:04,57 min Fünfte über 800 Meter und auch mit der japanischen Stafette. Im Jahr darauf klassierte sie sich bei den Asienmeisterschaften in Doha in 2:07,70 min auf dem sechsten Platz. Bei den IAAF World Relays in Yokohama gewann sie gemeinsam mit Allon Tatsunami Clay die Bronzemedaille in der erstmals ausgetragenen gemischten 2-mal-2-mal-400-Meter-Staffel. Anschließend schied sie bei den Sommer-Universiade in Neapel mit 2:03,73 min im Halbfinale über 800 Meter aus. Zudem verpasste sie mit der 4-mal-400-Meter-Staffel mit 3:39,67 min den Finaleinzug. 2023 gewann sie bei den Hallenasienmeisterschaften in Astana in 2:07,18 min die Silbermedaille hinter der Chinesin Wu Hongjiao. Im Juli belegte sie dann bei den Freiluftmeisterschaften in Bangkok in 2:04,25 min den fünften Platz, wie auch bei den Asienspielen in Hangzhou im Oktober in 2:05,21 min. 2025 belegte sie bei den Asienmeisterschaften in Gumi in 2:03,59 min den fünften Platz.
2022 wurde Shiomi japanische Meisterin im 800-Meter-Lauf. Sie ist Studentin an der Ritsumeikan-Universität in Kyōto.

## Persönliche Bestleistungen
- 400 Meter: 53,93 s, 23. September 2021 in Kyōto
- 600 Meter: 1:28,06 min, 16. Juli 2022 in Chitose
- 800 Meter: 2:01,93 min, 20. Juli 2024 in Chitose
  - 800 Meter (Halle): 2:07,12 min, 12. Februar 2023 in Astana